# Bico-de-tesoura-africano
O bico-de-tesoura-africano, também conhecido como talha-mar-africano (Rynchops flavirostris), é uma ave caradriforme da família Rynchopidae. Vive nas margens de rios e lagos da África subsaariana.